# Тимяшкино
Тимя́шкино — упразднённая в 1978 году деревня Ленинградской области, вошедшая в состав Петродворца. Ныне исторический район в городе Петергофе Петродворцового района Санкт-Петербурга. 
Расположен между Гостилицким шоссе, Пригородной улицей, Ботанической улицей и Лесной улицей.
Деревня Тимяшкино появилась в XVIII веке. Происхождение названия не установлено.

## Улицы
- Ботаническая улица
- Гостилицкое шоссе
- Лесная улица
- Пригородная улица
- Солнечная улица
- Цветочная улица
- Широкая улица